# Герб Чухломского района
Герб Чухломы — официальный символ города Чухлома и Чухломского района Костромской области Российской Федерации.
Ныне действующий герб Чухломского района утверждён Решением Собрания депутатов Чухломского района от 1 апреля 2003 года № 129 «О гербе муниципального образования „Чухломский район“» и внесён в Государственный геральдический регистр Российской Федерации с присвоением регистрационного № 1225.

## Геральдическое описание герба
В лазоревом поле две серебряные на золотых рукоятях пятизубые остроги накрест.

## История

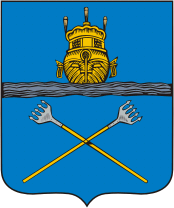
Герб Чухломы 1779 года

Первый официальный герб города Чухлома был утверждён 29 марта (9 апреля) 1779 года вместе с другими гербами Костромского наместничества. Описание герба: "В верхнем поле герб костромской (только галера изображена с кормы с фонарями и опущенными лестницами), внизу «в голубом поле две железные остроги, употребляемые при рыбных ловлях, являющие, что из озера, по имени которого и сей город назван, такими орудиями ловлею рыб город обогащается».
В 1860 году был разработан проект нового герба Чухломы. Описание герба: «В лазоревом щите 2 накрест положенные золотые о 5 зубцах остроги. В вольной части герб Костромской губернии. Щит увенчан серебряной стенчатой короной о трёх зубцах. За щитом положенные накрест два золотых молотка, соединённых Александровскою лентою.»
В 1981 году выпускались сувенирные значки с геральдической эмблемой Чухломы. Неофициальное описание: «В верхней части щита в лазоревом поле на синей шиповидной оконечности золотая корма галеры с опущенными лестницами, в нижней — в лазоревом поле справа, сопровождаемая справа одним, слева двумя деревьями, слева церковь с тремя куполами и слева от неё часовня; все фигуры золотые».
Решением Собрания депутатов Чухломского района от 1 апреля 2003 года № 129 «О гербе муниципального образования „Чухломский район“» был утверждён герб Чухломского района, авторами которого были: К. Мочёнов, Ю. Коржик, Г. Туник.
С принятием решения Собрания депутатов Чухломского муниципального района Костромской области от 23 ноября 2006 года № 99 "О внесении изменений в решение Собрания депутатов Чухломского района от 01.04.2003 года N129 «О гербе муниципального образования
„Чухломский район“»" герб Чухломского муниципального района может воспроизводиться:
- без вольной части;
- с вольной частью — четырёхугольником, примыкающим изнутри к верхнему правому краю щита, лазоревого (синего, голубого) и серебряного цветов с воспроизведенными в нём фигурами из гербового щита Костромской области.